# Liste de jeux Hudson Soft
Voici une liste des jeux vidéo développés ou édités par Hudson Soft. Les années de sortie se basent sur la première parution des titres, dont la sortie a généralement lieu au Japon.

## PC-88
- 1983
  - Binary Land
  - Bomberman
  - Dezeni Land
  - Hitsuji ya-i
- 1984
  - Donkey Kong 3
  - Mario Bros. Special
  - Nuts & Milk
  - Punch Ball Mario Bros.
  - Salad no Kuni no Tomato Hime
- 1985
  - Balloon Fight
  - Excitebike
  - Golf
  - Ice Climber
  - Tennis
- 1986
  - Super Mario Bros. Special
- 1987
  - Dione
- 1988
  - Halanipla

## Sharp X1
- 1984
  - Hanafuda [1]
- 1986
  - Super Mario Bros. Special

## MSX
- 1983
  - 3D Bomberman 
  - Binary Land
  - Bomberman
  - Cannon Ball
  - Indian No Bouken
  - Killer Station
  - MJ-05
  - Submarine Shooter
  - Super Doors
  - The Spider
  - Stop the Express (Bousou Tokkyuu Sos; Japanese title)
- 1984
  - Fire Rescue
  - Hitsuji Yai Pretty Sheep
  - Kaeru Shooter
  - Machinegun Joe vs the Mafia
  - Nuts & Milk
  - Salad no Kuni no Tomato Hime
- 1985
  - Binary Land
  - Challenger
  - Star Force
- 1986
  - Adventure Island
  - Bomberman Special
  - Star Soldier
- 1987
  - Jagur 5
- 1988
  - Wonder Boy
  - Bomber King

## ZX Spectrum
- 1983
  - Bomberman
  - Bubble Buster
  - Cannon Ball
  - Driller Tanks
  - Itasundorious
  - Stop the Express
- 1984
  - Frog Shooter
  - Vegetable Crash

## Amiga
- 1993
  - Yo! Joe! - Beat the Ghosts

## IBM PCet compatibles
- 1993
  - Yo! Joe! - Beat the Ghosts

## PC Engine/TurboGrafx-16
- 1987
  - Bikkuriman World
  - Shanghai
- 1988
  - Jaseiken Necromancer
  - Yū Yū Jinsei
  - R-Type Part I
  - R-Type Part II
  - Sengoku Mahjong
  - Keith Courage in Alpha Zones
  - Appare! Gate Ball
  - The Legendary Axe
- 1989
  - Dungeon Explorer
  - Military Madness
  - Neutopia
  - Blazing Lazers
  - Bonk's Adventure
- 1990
  - Bomberman
  - Super Star Soldier
  - Dragon's Curse
  - The Legendary Axe II
  - Super Star Soldier
- 1991
  - Final Soldier
  - Neutopia II
  - Power Eleven
  - Shockman
  - Jackie Chan's Action Kung Fu
  - Bonk's Revenge
  - Raiden
  - Super Momotarō Dentetsu II
  - Doraemon Nobita no Dorabian Night
- 1992
  - Soldier Blade
  - World Sports Competition
  - New Adventure Island
- 1993
  - Bomberman '94
  - Nadia: The Secret of Blue Water
  - Bonk 3: Bonk's Big Adventure
- 1994
  - The Dynastic Hero
- 1995
  - Star Parodier

## PC Engine CD ROM
- 1988
  - No.Ri.Ko Ogawa Noriko
  - Fighting Street
  - Bikkuriman Daijikai
- 1989
  - Cobra - Kokuryū Oh no Densetsu
  - Tengai Makyō Ziria
  - Wonder Boy III: Monster Lair
  - Gambler Jiko Chūshinha - Gekitō 36 Janshi
  - Ys I & II
- 1990
  - Mitsubachi Gakuen
  - Shanghai II
  - Urusei Yatsura: Stay With You
  - J.B. Harold Murder Club
- 1991
  - Cobra II - Densetsu no Otoko
  - Ys III: Wanderers from Ys
  - Seiryū Densetsu Monbit
  - Pomping World
  - Dragon Slayer Eiyū Densetsu
  - Populous: The Promised Lands
  - Super CD-ROM² Taiken Soft Shū
- 1992
  - Tengai Makyō II Manji Maru
  - Super Raiden
  - Star Parodier
  - Gate of Thunder
  - 1992 Hudson CD-ROM² Ongaku Zenshū
  - Adventure Quiz Capcom World Hatena no Daibōken
  - Lodoss Tō Senki
  - Doraemon Nobita no Dorabian Night
  - Ginga Ojōsama Densetsu Yuna

PC Engine Best Collection fait référence à une série de compilations de jeux vidéo produits par Hudson Soft et sortis uniquement au Japon sur PlayStation Portable en 2008.
| Titre                              | Année de sortie   | Jeux inclus (système original et sortie) |
| ---------------------------------- | ----------------- | --- |
| Ginga Ojousama Densetsu Collection | 30 juillet 2008   | Ginga Ojousama Densetsu Yuna (PC Engine Super CD-ROM², 1992) Ginga Ojousama Densetsu Yuna 2: Eternal Princess (PC Engine Super CD-ROM², 1995) Ginga Fukei Densetsu Sapphire (PC Engine Arcade CD-ROM², 1995) |
| Tengai Makyō Collection            | 30 juillet 2008   | Tengai Makyou: Ziria (PC Engine CD-ROM², 1989) Tengai Makyou II: Manjimaru (PC Engine Super CD-ROM², 1992) Tengai Makyou: Fuun Kabuki Den (PC Engine Super CD-ROM², 1993)                                    |
| Soldier Collection                 | 23 septembre 2008 | Super Star Soldier (PC Engine, 1990) Final Soldier (PC Engine, 1991) Soldier Blade (PC Engine, 1992) Star Parodier (PC Engine Super CD-ROM², 1992)                                                           |

- Note: la franchise Ginga Ojousama Densetsu Yuna est connue en occident sous le nom Galaxy Fräulein Yuna; Sapphire n'est en fait pas lié à cette franchise (mais partage le même character designer, Mika Akitaka).

## SuperGrafX
- 1989
  - Battle Ace
- 1991
  - Aldynes
  - 1941: Counter Attack

## Mega-CD
- 1995
  - Dungeon Explorer
  - Lords of Thunder
  - The Space Adventure

## Game Gear
- 1995
  - Super Momotarou Dentetsu III

## Saturn
- 1996
  - Kuso Kagaku Sekai Gulliver Boy
  - Saturn Bomberman
  - Ginga Ojousama Densetsu Yuna: Mika Akitaka Illust Works
  - Ginga Ojousama Densetsu Yuna: Remix
- 1997
  - Tengai Makyo: Daiyon no Mokushiroku: The Apocalypse IV
  - Anearth Fantasy Stories: The First Volume
  - Willy Wombat
  - Bulk Slash
  - Koden Koureijutsu Hyaku Monogatari: Hontoni Atta Kowai Hanashi
  - Virus
  - Momotarou Douchuuki
  - Ginga Ojousama Densetsu Yuna 3: Lightning Angel
  - Saturn Bomberman Fight!!
  - Ginga Ojousama Densetsu Yuna: Mika Akitaka Illust Works 2
- 1998
  - Kindaichi Shounen no Jikenbo: Hoshimitou Kanashimi no Hukushuuki
  - Shiroki Majo: Mouhitotsu no Eiyuu Densetsu
  - Denpa Shounenteki Game
  - Bomberman Wars
  - Shadows of the Tusk

## Dreamcast
- 1999
  - Kita He: White Illumination
  - Elemental Gimmick Gear
  - Denpa Shounen-teki Kenshou Seikatsu: Nasubi no Heya
  - Kita He: Photo Memories
  - Super Producers: Mezase Show Biz Kai
- 2000
  - Rune Jade
  - Sonic Shuffle
- 2001
  - Typing of the Date
  - Bomberman Online

## Famicom/Nintendo Entertainment System
- 1984
  - 4 Nin Uchi Mahjong
  - Lode Runner
  - Nuts & Milk
- 1985
  - Binary Land
  - Bomberman
  - Challenger
  - Championship Lode Runner
  - Raid on Bungeling Bay
  - Star Force
- 1986
  - Adventure Island
  - Milon's Secret Castle
  - Ninja Hattori-kun
  - Star Soldier
  - Doraemon
- 1987
  - Faxanadu
  - Mickey Mousecapade
  - Robowarrior
  - Starship Hector
  - The Adventures of Dino Riki
- 1988
  - Princess Tomato in the Salad Kingdom
  - Xexyz
- 1990
  - Jackie Chan's Action Kung Fu
- 1991
  - Adventure Island II
  - Bomberman II
- 1992
  - Adventure Island 3
  - Felix the Cat
- 1994
  - Adventure Island 4
  - Beauty and the Beast

## Game Boy
- 1992
  - Adventure Island II
- 1993
  - Felix the Cat (Game Boy)
- 1997
  - Game Boy Wars Turbo (Game  Boy)
  - Game Boy Wars Turbo Famitsu Version (Game  Boy)
- 1998
  - Game Boy Wars 2 (Game Boy)
  - Chōsoku Supinā (Game Boy)
  - Pokémon Trading Card Game (Game Boy Color)
- 2001
  - Game Boy Wars 3 (Game Boy Color)
  - Pokémon Card GB2: Here Comes Team Great Rocket! (Game Boy Color)
  - Hatena Satena (Game Boy Advance)
- 2002
  - Blender Bros. (Game Boy Advance)
- 2005
  - Mario Party Advance (Game Boy Advance)

## Super Famicom/Super Nintendo
- 1991
  - Bill Laimbeer's Combat Basketball
- 1992
  - Earth Light
  - Super Adventure Island
  - Battle Grand Prix
- 1993
  - Dig & Spike Volleyball
  - Super Bomberman
  - Shin Momotaro Densetsu
- 1994
  - Super Adventure Island II
  - Hagane: The Final Conflict
  - J.League Super Soccer
  - Super BC Kid (Super Bonk)
  - Super Bomberman 2
  - Beauty and the Beast
- 1995
  - SWAT Kats
  - J.League Super Soccer '95 Jikkyō Stadium
  - Chō Genjin 2 / Super Genjin 2 (Super Bonk 2) 
  - Super Bomberman 3
  - Far East of Eden Zero
- 1996
  - Same Game12
  - DoReMi Fantasy: Milon no DokiDoki Daibouken
  - J.League '96 Dream Stadium
  - Super Bomberman 4
- 1997
  - Super Bomberman 5

## Virtual Boy
- 1995
  - Panic Bomber
  - Vertical Force

## Nintendo 64
- 1997
  - Bomberman 64
  - Ucchannanchan no Honō no Challenger: Denryū Iraira Bō (Fire Electric Pen)
  - Dual Heroes
- 1998
  - Bomberman Hero
  - Last Legion UX
  - Mario Party
  - Star Soldier: Vanishing Earth
- 1999
  - Bomberman 64: The Second Attack
  - Mario Party 2
- 2000
  - Mario Party 3
- 2001
  - Bomberman 64 (version 2001)

## GameCube
- 2002
  - Bloody Roar: Primal Fury
  - Bomberman Generation
  - Bomberman Jetters
  - Disney's Party
  - Mario Party 4
- 2003
  - BeyBlade: Super Tournament Battle
  - Bomberman Land 2
  - DreamMix TV World Fighters
  - Hudson Selection Volume 1: Cubic Lode Runner
  - Hudson Selection Volume 2: Star Soldier
  - Hudson Selection Volume 3: Bonk's Adventure
  - Hudson Selection Volume 4: Adventure Island
  - Mario Party 5
- 2004
  - Mario Party 6
- 2005
  - Frogger: Ancient Shadow
  - Mario Party 7

## Wii
- 2006
  - Kororinpa: Marble Mania
  - Wing Island
- 2007
  - Bomberman Land
  - Fishing Master
  - Mario Party 8
  - Jigsawpuzzle: Kyo no Wanko
  - Crossword
- 2008
  - Deca Sports
  - Bomberman Blast
  - Job Island (en)
  - Karaoke Joysound Wii
- 2009
  - Marble Saga: Kororinpa
- 2010
  - the calling
  - Lost in Shadow
  - Rooms: The Main Building

## WiiWare
- 2008
  - Star Soldier R
  - Bomberman Blast
  - Alien Crush Returns
  - Tetris Party
  - My Aquarium
  - Cue Sports: Snooker vs Billiards
  - Pit Crew Panic!
  - Pop Them, Drop Them, SameGame
- 2009
  - Snowboard Riot
  - Onslaught
  - Water Warfare
  - Adventure Island: The Beginning
- 2010
  - Military Madness: Nectaris
  - Diner Dash

## Nintendo DS
- 2006
  - Honeycomb Beat
- 2007
  - Mario Party DS
  - Zettai Onkan Otodamaster
- 2008
  - Dungeon Explorer: Warriors of Ancient Arts
  - Bomberman II DS
- 2009
  - Metal Fight Beyblade
  - Miami Law
- 2010
  - Rooms: The Main Building

## DSiWare
- 2009
  - Sudoku 50! For Beginners (Sudoku Student in America)
  - Sudoku 150! (Sudoku 150! For Challengers in Europe, Sudoku Master in America)
  - Illustlogic
  - Bomberman Blitz
- 2010
  - 16 Shot! Shooting Watch

## Nintendo 3DS
- 2011
  - Deca Sports Extreme
  - Tetris: Axis
  - Nikoli's Pencil Puzzle

## PlayStation
- 1997
  - Bloody Roar
- 1998
  - B.L.U.E. Legend of Water
- 1999
  - Bloody Roar 2
- 2002
  - Digimon Rumble Arena
- 2003
  - pinobeeIGN

## PlayStation 2
- 2001
  - Bloody Roar 3
- 2002
  - Bomberman Jetters
  - Drift Champ
- 2003
  - Boboboubo Boubobo: Hajike Matsuri
  - Bomberman Kart
  - Bloody Roar 4
  - Bomberman Land 2
  - DreamMix TV World Fighters
  -  Hudson Selection Volume 1: Cubic Lode Runner
  -  Hudson Selection Volume 2: Star Soldier
  - Hudson Selection Volume 3: Bonk's Adventure
  - Hudson Selection Volume 4: Adventure Island
- 2004
  - Boboboubo Boubobo: Shuumare! Taikan Boubobo
  - Bomberman Kart DX
  - Sakigake!! Kuromati Koukou - Kore wa Hyottoshite Game Nanoka! Hen
- 2005
  - Bomberman Battles / Bomberman Hardball
  - Bomberman Land 3
- Others
  - Bomberman Online
  - Kamaitachi no Yoru x3
  - Kita He ~ Diamond Dust ~
  - Momotaro Densetsu 11
  - Momotaro Densetsu 12
  - Momotaro Densetsu 15
  - Momotaro Densetsu 16
  - Momotaro Densetsu USA
  - Momotaro Densetsu X
  - Tengai Makyou II: Manjimaru
  - Tengai Makyou III: Namida

## PlayStation Portable
- 2006
  - Sudoku
  - Bomberman
- 2008
  - Dungeon Explorer: Warriors of Ancient Arts

## PlayStation 3
- 2009
  - Bomberman Ultra (PlayStation Network)
  - Military Madness: Nectaris (PlayStation Network)
- 2011
  - Elemental Monster -Online Card Game- (PlayStation Network)

## Xbox 360
- 2006
  - Far East of Eden Ziria: Tales from Distant Jipang
  - Bomberman: Act Zero
- 2007
  - Fuzion Frenzy 2
  - Bomberman Live (Xbox Live Arcade)
  - Omega Five (Xbox Live Arcade)

## Téléphone mobile
- 2000
  - Star Soldier
  - Super Star Soldier
  - Daimeikyū Kumikyoku (大迷宮組曲?)
- 2000
  - MailDrama Cosmos (MailDrama コスモス?)
- 2001
  - SameGame (さめがめ?)
  - Cannonball (キャノンボール, Kyanonbōru?)
  - Miracle Golf (みらくるゴルフ, Mirakuru gorufu?)
  - Miracle Quest (ミラクルくえすと, Mirakuru kuesuto?)
  - Tamarin DX (タマリンDX?)
  - Binary Land (バイナリィランド, Bainaryirando?)
  - Burokkusumasshu (ブロックスマッシュ?)
  - Kajino kingu (カジノKING?)
  - Sen nō dōjō (線脳道場?)
  - Hōrai Gakuen' No Bōken (蓬莱学園の冒険?)
  - SUPER i-soccer
- 2002
  - Kuru pita! Kakuzō (クルぴた！カクゾー?)
  - Chakushin ☆ Sutajiamu (着信☆スタジアム?)
  - Gettaipingurabu!! 2 (ゲッタイピングラブ!!２?)
- 2003
  - Finisterre (フィニステル?)
  - Jare Neko (じゃれねこ?)
  - Mugen Takoage (無限凧あげ?)
  - Naisu Dātsu (ナイスダーツ?)
  - Morita Shōgi (森田将棋?)
  - Shinrei Kyōfu Tsūshin (心霊恐怖通信?)
  - Golio 13 (iゴルゴ13?)
  - Yatterman (ヤッターマン?)
  - Kukkingu Dai Maō (クッキング大魔王?)
  - Tsubame-fū - ENFU - (燕風-ENFU-?)
  - Miracle Quest 2 (ミラクルくえすと2, Mirakuru Kuesuto Tsu?)
  - Bomberman Jetters Mobile
- 2004
  - Tengai Makyō: Ziria
  - Elemental Monster (エレメンタル モンスター, Erementaru Monsutā?)
  - Suzume Pai Pazuru (雀牌パズル?)
  - Reis Hunter (レイスハンター, Reisu Hantā?)
  - Millionaire (大富豪, Daifūgō?)
  - Kenchiku no Takumi (建築の匠?)
  - Panic Bomber (ぱにっくボンバー?)
  - Mahha GoGoGo (マッハGoGoGo?)
  - Taisen ☆ Bomberman (対戦☆ボンバーマン?)
- 2005
  - Bomberman RPG
  - Sapuri no Jikan (サプリの時間?)
- 2006
  - Bonk's Return
- 2007
  - Gacha wa shi Meijin no Bōken Jima (ガチャはし名人の冒険島?)
  - Gachapin & Mukku no Ribāshi (ガチャピン＆ムックのリバーシ?)
  - Gachapin & Mukku no Otsukai (ガチャピン＆ムックのおつかい?)
  - Bomberman Kart 3D
  - Maware Chikyū! (まわれ地球！?)
- 2008
  - R20 ☆ Moe Bomberman (R20☆萌えボンバーマン?)
  - Gachapin & Mukku no Dai Undōkai (ガチャピン＆ムックの大運動会?)
  - Miracle Quest: Dokodemo Danjon (ミラクルくえすと～どこでもダンジョン～, Mirakuru kuesuto ~Dokodemo Danjon~?)
- 2009
  - Super Gachapin ☆ bomberman (Superガチャピン☆ボンバーマン?)
- 2010
  - Adventure Island Quest by Takahashi Meijin (高橋名人の冒険島クエスト?)
  - Takahashi meijin no chōsen-jō (高橋名人の挑戦状?)
  - Bomberman Next gotouji Kantou-hen (ボンバーマンNext ご当地関東編?)
  - STAR SOLDIER MISSION MODE

## iOS
- 2008
  - Aqua Forest
  - Bomberman Touch
  - Catch The Egg
  - FB-GIRLs
  - Hanafuda-kyo
  - Happy Face Popper
  - Mahjong Police
  - NeoSameGame
  - Puzzloop
  - Slyder Adventures
  - Do The Hudson!!
- 2009
  - Cake Mania 3
  - Crayon Physics Deluxe
  - Shot Watch
- 2010
  - Bomberman Touch 2
- 2011
  - Bomberman Dojo
  - Bomberman Chains

## Séries
- Adventure Island
- Bloody Roar
- Bomberman
- Bonk
- Dungeon Explorer
- Kita e
- Mario Party
- Momotarō Dentetsu
- Nectaris
- Puzzle Series
- Star Soldier
- Tengai Makyō